# الرجل الذي بكى
الرجل الذي بكى (بالإنجليزية: The Man Who Cried)‏ هو فيلم دراما تم إنتاجه في فرنسا والمملكة المتحدة وصدر في سنة 2000. الفيلم من كتابة وإخراج سالي بوتر ومن بطولة كرستينا ريتشي وجوني ديب.

## القصة
يهاجر أب روسي يهودي للولايات المتحدة في عام 1923، ويعد والدته وإبنته الصغيرة بإحضارهما للعيش معه بمجرد إستقرار أوضاعه في أمريكا.
لكن عندما يتم حرق قريتهم في مذبحة بشعة، تموت والدته ويقوم الشباب بمساعدة إبنته على الوصول إلى الميناء للهروب على متن سفينة متجهة إلى إنجلترا.
ويتم تغيير اسم إبنته وتقوم عائلة بريطانية بتربيتها، ومع مرور الأعوام تبدأ موهبة الفتاة الفنية في الظهور وتنضم لفريق غنائي راقص في باريس وتقع في حب شاب غجري من الفريق.
لكن مع وصول النازيين إلى باريس، وبسبب خلفيتها الروسية اليهودية، تجد البنت نفسها في موضع الخطر وتبدأ في التفكير في الذهاب إلى أمريكا للبحث عن والدها.

## طاقم التمثيل
- كرستينا ريتشي
- كيت بلانشيت
- جوني ديب

## الميزانية والإيرادات
حقق أرباحا تقدر بـ 1,790,840 دولار.

## روابط خارجية
- الرجل الذي بكى على موقع IMDb (الإنجليزية)
- الرجل الذي بكى على موقع ميتاكريتيك (الإنجليزية)
- الرجل الذي بكى على موقع روتن توميتوز (الإنجليزية)
- الرجل الذي بكى على موقع نتفليكس (الإنجليزية)
- الرجل الذي بكى على موقع قاعدة بيانات الأفلام العربية
- الرجل الذي بكى على موقع ألو سيني (الفرنسية)
- الرجل الذي بكى على موقع Turner Classic Movies (الإنجليزية)
- الرجل الذي بكى على موقع أول موفي (الإنجليزية)
- الرجل الذي بكى على موقع بوكس أوفيس موجو (الإنجليزية)
- الرجل الذي بكى على موقع فيلمافينيتي (الإسبانية)